# Transport ferroviaire en Hongrie
Plan
Le transport ferroviaire en Hongrie est géré par la MÁV et exploité essentiellement par la MÁV, BKV Zrt. et GYSEV/Raaberbahn. La Hongrie est quadrillée par des lignes allant du nord au sud et d'est en ouest. Des liaisons ferroviaires existent avec les sept pays frontaliers. Le réseau ferroviaire hongrois souffre de nombreuses carences : voies mal entretenues et parfois défaillantes, de nombreuses portions non électrifiées ou encore le manque de doubles voies pour améliorer le trafic.

## Histoire

### XVIesiècle- 1847: des origines à l'inauguration de la première ligne

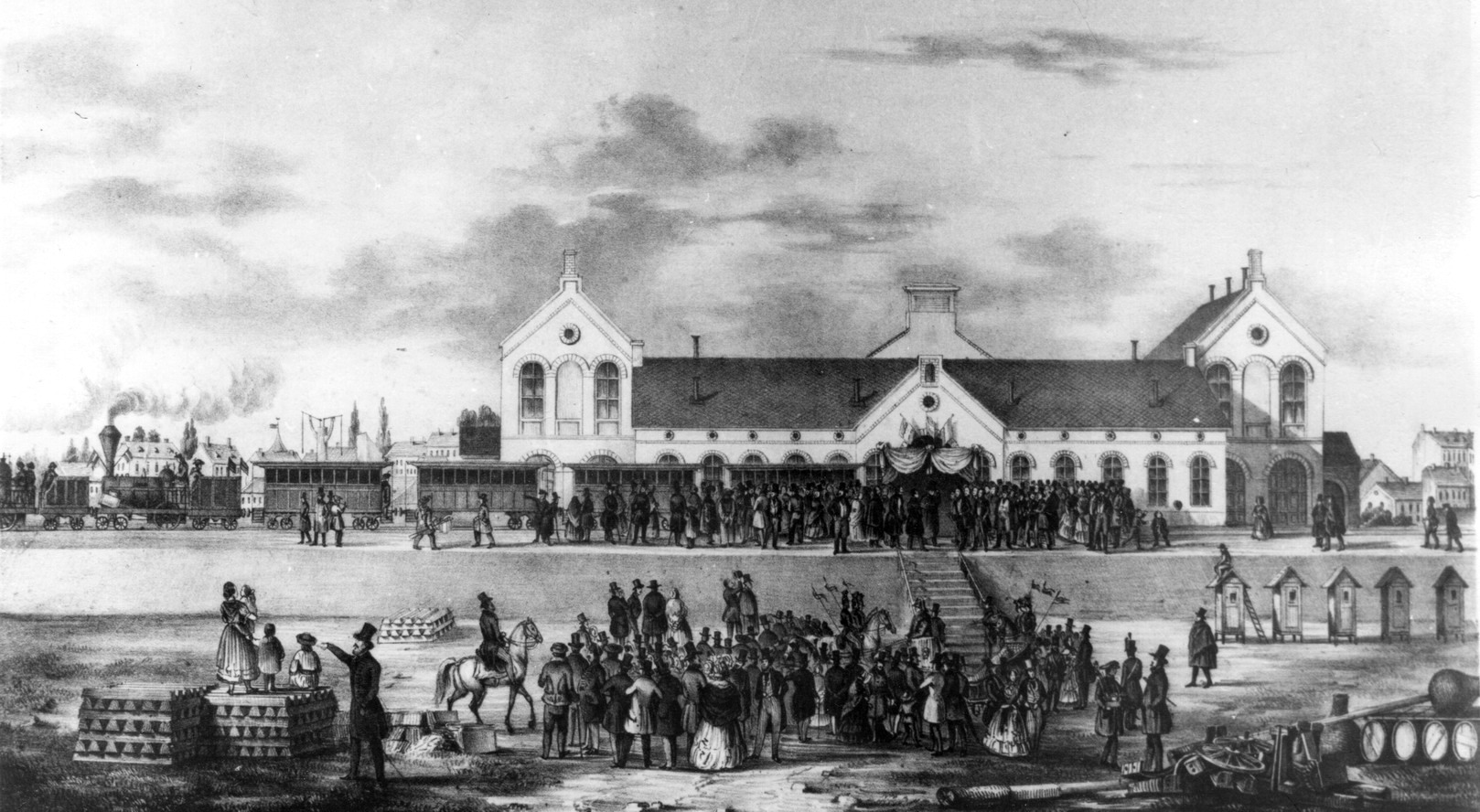
Inauguration de la ligne Pest-Vác en 1846.

L'histoire du chemin de fer hongrois remonte au XVIe siècle lorsque des mineurs allemands mettent au point les prémices de la voie ferrée. En 1827 et 1828, des expériences sont menées à Kőbánya avec une machine tirée par un cheval sur une piste aménagée, mais l'innovation apparaît peu rentable. En 1836, une loi autorise la construction d'un chemin de fer mais les débats à l'Országgyűlés ne parviennent pas à départager la rive du Danube sur laquelle se concrétisera le projet. Finalement, la première voie ferrée de Hongrie est construite à Pest en 1844. L'inauguration de la première ligne Pest-Vác est célébrée le 15 juillet 1846. En 1847, la liaison de 99 kilomètres entre Pest et Szolnok est réalisée. L'industrialisation rapide qui touche la Hongrie à la fin du XIXe siècle et notamment l'âge d'or industriel de Budapest participent au développement du chemin de fer sur tout le territoire hongrois.

### 1848-1867: le développement du chemin de fer privé
Dans la période comprise entre la Révolution hongroise de 1848 et le compromis austro-hongrois de 1867, le réseau ferroviaire de l'empire d'Autriche se développe sous l'égide de sociétés privées et le contrôle du gouvernement impérial. En Hongrie, comme dans la plupart des pays du monde industriel, le développement du chemin de fer se faire dans un partenariat entre les sociétés de construction et l'État, au bénéfice souvent des propriétaires privés. L'avènement d'un maillage ferroviaire sur tout le territoire hongrois bouleverse à la fois les conditions d'expansion du marché mais également le dispositif stratégique de l'armée austro-hongroise. Un des vestiges de cette époque reste la société GYSEV-Raaberbahn qui exploite encore les tronçons transfrontaliers entre l'Autriche et la Hongrie. Entre 1848 et 1867, 2 341 kilomètres de lignes de chemin de fer sont construits sur le territoire hongrois.

### 1867-1914: l'âge d'or du chemin de fer austro-hongrois

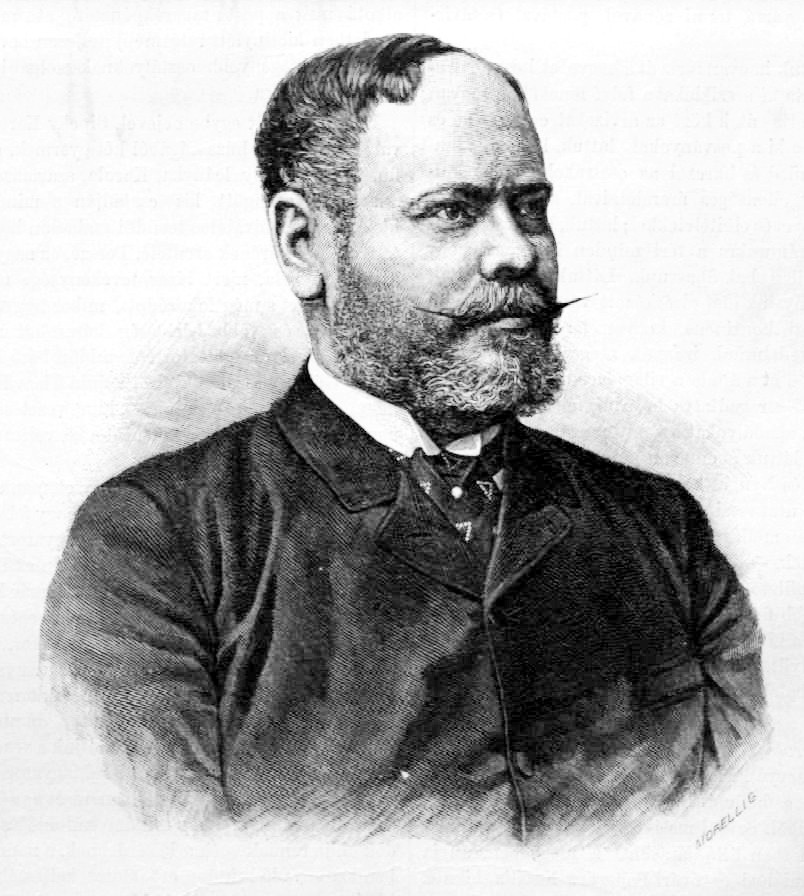
Gábor Baross, ministre des travaux publics et des transports.

À partir du compromis austro-hongrois, le gouvernement hongrois joue un rôle moteur dans le développement du réseau transleithanien. Dès 1867, celui-ci autorise l'État à emprunter afin d'investir dans le développement des infrastructures ferroviaires. C'est ce qui permet l'étatisation de la compagnie Magyar Északi Vasút en 1868. En 1869, le ministère des travaux publics et des transports ordonne que le Trésor public prenne en charge la gestion de la ligne de Zákány à Zagreb à travers la création de la société royale des chemins de fer d'État : Magyar Királyi Államvasutak, ancêtre de la MÁV. À partir de ce moment-là, l'État prend une part de plus en plus importante à la gestion du réseau et fait voter en 1876 une loi autorisant les étatisations.
A quelques exceptions près, en raison de difficultés financières, la plupart des sociétés privées sont nationalisées et intégrées dans la MÁV. À partir de 1880, une loi est votée afin d'opérer les connexions entre le réseau national et les dessertes locales. Dans un contexte de chemin de fer nationalisé, Gábor Baross, le « ministre de fer », entreprend une vaste réforme tarifaire concernant le transport de passagers et de marchandises. Les nouveaux prix intègrent une vaste stratégie de développement industriel et agricole tout en prenant en compte les impératifs de rentabilité. L'État se porte garant de l'intégrité du réseau en aidant les sociétés privées en difficulté ou en les nationalisant.
Parallèlement, l'Autriche-Hongrie se lance dans la production à grande échelle de véhicules ferroviaires. MÁVAG et Rába alimentent la demande intérieure mais produisent aussi pour l'exportation. Avant la Première Guerre mondiale, 18 933 kilomètres de voies ferrées est la propriété de la MÁV sur les 21 200 que compte le pays. Durant cette période 1 500 gares et stations sont construites sur le territoire hongrois.

### 1914-1949: reconfiguration et nationalisation du réseau ferroviaire
Après le traité de Trianon en 1920, l'ancienne Transleithanie est disloquée en plusieurs États. La Hongrie devient alors un petit pays dont une partie du réseau ferroviaire se situe hors de ses nouvelles frontières. Les transactions entre la MÁV et les nouveaux ayant droit plonge la société publique dans de graves difficultés financières. Par ailleurs, celle-ci subit à l'intérieur du pays la concurrence des sociétés restées privées ainsi que celle des compagnies de bus. En 1932, l'ensemble du réseau national est étatisé. La Hongrie continue de développer sa propre technologie ferroviaire : entre 1932 et 1947, la Ligne de Budapest à Hegyeshalom est la première ligne entièrement électrifiée. Par ailleurs, les locomotives hongroises s'exportent bien à l'étranger.

### 1949-1989: le chemin de fer hongrois sous l'ère socialiste
Le 15 mars 1949, la MÁV est placée dans le giron du ministère des transports et de la poste. Durant la période communiste, la société de chemin de fer hongrois est quasiment considérée comme administration d'État. Au début des années 1950, l'ÁVH (sûreté d'État) mène une purge importante dans les services de la MÁV. Fin 1953, 10 000 dossiers concernant des cheminots sont ainsi instruits. Dans la nuit du 25 au 26 mars 1953, l'ÁVH arrête 239 personnes au motif qu'elles avaient servi le gouvernement hongrois de 1945. Après la mort de Staline, les purges sont stoppées et les personnes arrêtées renvoyées chez elles.
La période communiste est caractérisée par la recherche constante de l'amélioration des performances et de l'optimisation des forces de travail. Le gouvernement hongrois lance alors la construction de nouvelles lignes de chemin de fer, essentiellement en vue de connecter les bassins industriels et inciter ainsi le développement de l'industrie lourde. L'objectif est également de construire des voies de liaison permettant le maillage du territoire hongrois, déstructuré par le traité de Trianon.
À partir de 1968, les aménageurs cherchent à améliorer les jonctions entre le réseau ferroviaire et le réseau routier. Les autorités conçoivent alors le développement économique comme indissociable des réseaux de transport. L'ère de la rationalisation du réseau signifie un arrêt de financement des lignes déficitaires et la réorientation de l'effort budgétaire vers l'amélioration des lignes existantes. La fermeture de lignes secondaires ne suffit finalement pas à redresser les comptes de la MÁV. Ce mouvement de suppression des lignes de desserte locale épargne cependant la région de Sopron et du lac de Neusiedl ainsi que la banlieue de Budapest où les trains régionaux passent sous la gestion de l'entreprise de transport public métropolitain.
Au cours des années 1980, la situation de la MÁV se détériore encore davantage. Au début des années 1990, elle fait l'objet d'une privatisation partielle et les activités de maintien du réseau et de son exploitation sont séparées.

### Depuis 1989: restructuration et ouverture du marché
Après la chute du rideau de fer, la MÁV fait l'objet d'une intense restructuration liée à ses difficultés financières et à l'intégration européenne. Une nouvelle loi d'organisation du chemin de fer hongrois est votée en 1993, en accord avec les orientations de 1991 de la Communauté européenne. Le processus enclenché alors aboutit à la séparation en 2003 des activités commerciales de la MÁV et de ses missions de service public. La libéralisation se fait difficilement en raison de la position dominante de la société hongroise sur le marché national (en 2004, création du Vasúti Pályakapacitás-elosztó (VPE)). C'est elle qui dispose par exemple des infrastructures de formation des cheminots. De plus, de nombreux contrats de transport de marchandises ne sont pas encore arrivés à échéance.

## Réseau ferroviaire national

### Architecture du réseau
| N°   | Direction                                                                | État                                                         | Long. | Exploitant | Frontières       |
| ---- | ------------------------------------------------------------------------ | ------------------------------------------------------------ | ----- | ---------- | ---------------- |
| 1    | Ligne de Budapest à Rajka par Hegyeshalom                                | En service.                                                  | 209   | MÁV, GySEV | Ostbahn          |
| 1A   | Ligne circulaire de Budapest                                             | En service.                                                  | 21    | MÁV        |                  |
| 2    | Ligne de Budapest à Esztergom                                            | En service.                                                  | 53    | MÁV        |                  |
| 4    | Ligne d'Esztergom à Komárom                                              | En service.                                                  | 42    | MÁV        |                  |
| 5    | Ligne de Székesfehérvár à Komárom                                        | En service.                                                  | 82    | MÁV        |                  |
| 8    | Ligne de Győr à Sopron                                                   | En service.                                                  | 85    | GySEV      |                  |
| 9    | Ligne de Fertőszentmiklós à Pamhagen                                     | En service. Train suburbain de Fertővidék/Neusiedler Seebahn | 13    | GySEV      |                  |
| 10   | Ligne de Győr à Celldömölk                                               | En service.                                                  | 72    | MÁV        |                  |
| 11   | Ligne de Győr à Veszprém                                                 | En service.                                                  | 79    | MÁV        |                  |
| 12   | Ligne de Tatabánya à Oroszlány                                           | En service.                                                  | 15    | MÁV        |                  |
| 13   | Ligne de Tatabánya à Pápa                                                | En service. Transport voyageurs supprimé le 4 mars 2007.     | 94    | MÁV        |                  |
| 14   | Ligne de Pápa à Csorna                                                   | En service.                                                  | 37    | MÁV        |                  |
| 15   | Ligne de Sopron à Szombathely                                            | En service                                                   | 62    | GySEV      |                  |
| 16   | Ligne de Hegyeshalom à Szombathely                                       | En service.                                                  | 111   | GySEV      |                  |
| 17   | Ligne de Szombathely à Nagykanizsa                                       | En service.                                                  | 102   | MÁV, GySEV |                  |
| 18   | Ligne de Szombathely à Kőszeg                                            | En service.                                                  | 18    | GySEV      |                  |
| 20   | Ligne de Székesfehérvár à Szombathely                                    | En service.                                                  | 169   | MÁV, GySEV |                  |
| 21   | Ligne de Szombathely à Szentgotthárd                                     | En service.                                                  | 55.4  | GySEV      |                  |
| 22   | Ligne de Körmend à Zalalövő                                              | Service suspendu.                                            | 23    | GySEV      |                  |
| 23   | Ligne de Rédics à Zalaegerszeg                                           | En service.                                                  | 49    | MÁV        |                  |
| 24   | Ligne de Zalabér-Batyk à Zalaszentgrót                                   | En service. Transport voyageurs suspendu.                    | 6     | MÁV        |                  |
| 25   | Ligne de Celldömölk à Bajánsenye par Boba et Zalaegerszeg                | En service.                                                  |       | MÁV        |                  |
| 26   | Ligne de Balatonszentgyörgy à Ukk par Tapolca                            | En service.                                                  | 28    | MÁV        |                  |
| 29   | Ligne de Székesfehérvár à Tapolca                                        | En service.                                                  |       | MÁV        |                  |
| 30   | Ligne de Székesfehérvár à Gyékényes                                      | En service.                                                  |       | MÁV        |                  |
| 30A  | Ligne de Budapest à Székesfehérvár                                       | En service.                                                  |       | MÁV        |                  |
| 35   | Ligne de Kaposvár à Siófok                                               | En service.                                                  |       | MÁV        |                  |
| 36   | Ligne de Kaposvár à Fonyód                                               | En service.                                                  |       | MÁV        |                  |
| 37   | Ligne de Somogyszob à Balatonszentgyörgy                                 | En service. Transport voyageurs suspendu.                    |       | MÁV        |                  |
| 38   | Ligne de Nagyatád à Somogyszob                                           | En service.                                                  |       | MÁV        |                  |
| 40   | Ligne de Pusztaszabolcs à Pécs                                           | En service.                                                  |       | MÁV        |                  |
| 40A  | Ligne de Budapest à Pusztaszabolcs                                       | En service.                                                  |       | MÁV        |                  |
| 41   | Ligne de Dombóvár à Gyékényes                                            | En service.                                                  |       | MÁV        |                  |
| 42   | Ligne de Pusztaszabolcs à Mezőfalva par Dunaújváros                      | En service.                                                  |       | MÁV        |                  |
| 43   | Ligne de Mezőfalva à Rétszilas                                           | En service.                                                  |       | MÁV        |                  |
| 44   | Ligne de Pusztaszabolcs à Székesfehérvár par Börgönd                     | En service.                                                  |       | MÁV        |                  |
| 45   | Ligne de Székesfehérvár à Sárbogárd                                      | En service.                                                  |       | MÁV        |                  |
| 46   | Ligne de Sárbogárd à Bátaszék                                            | En service.                                                  |       | MÁV        |                  |
| 47   | Ligne de Dombóvár à Komló                                                | En service.                                                  |       | MÁV        |                  |
| 50   | Ligne de Dombóvár à Bátaszék                                             | En service.                                                  |       | MÁV        |                  |
| 60   | Ligne de Gyékényes à Pécs                                                | En service.                                                  |       | MÁV        |                  |
| 61   | Ligne de Szentlőrinc à Sellye                                            | En service.                                                  |       | MÁV        |                  |
| 62   | Ligne de Barcs à Villány                                                 | En service. Transport voyageurs suspendu.                    |       | MÁV        |                  |
| 64   | Ligne de Pécs à Bátaszék                                                 | En voie de démantèlement.                                    |       | MÁV        |                  |
| 65   | Ligne de Pécs à Magyarbóly par Villány                                   | En service.                                                  |       | MÁV        |                  |
| 66   | Ligne de Villány à Mohács                                                | En service.                                                  |       | MÁV        |                  |
| 70   | Ligne de Budapest à Szob                                                 | En service.                                                  |       | MÁV        |                  |
| 71   | Ligne de Budapest à Vác par Vácrátót                                     | En service.                                                  |       | MÁV        |                  |
| 75   | Ligne de Vác à Balassagyarmat                                            | En service.                                                  |       | MÁV        |                  |
| 76   | Ligne de Diósjenő à Romhány                                              | En service. Transport voyageurs suspendu.                    |       | MÁV        |                  |
| 77   | Ligne d'Aszód à Vácrátót par Galgamácsa                                  | En service. Transport voyageurs suspendu.                    |       | MÁV        |                  |
| 78   | Ligne d'Aszód à Ipolytarnóc par Balassagyarmat                           | En service.                                                  |       | MÁV        |                  |
| 80   | Ligne de Hatvan à Sátoraljaújhely et Nyíregyháza par Miskolc et Szerencs | En service.                                                  |       | MÁV        |                  |
| 80A  | Ligne de Budapest à Hatvan                                               | En service.                                                  |       | MÁV        |                  |
| 81   | Ligne de Hatvan à Somoskőújfalu                                          | En service.                                                  |       | MÁV        | 164              |
| 82   | Ligne de Hatvan à Szolnok                                                | En service.                                                  |       | MÁV        |                  |
| 85   | Ligne de Vámosgyörk à Gyöngyös                                           | En service.                                                  |       | MÁV        |                  |
| 86   | Ligne de Vámosgyörk à Szolnok par Újszász                                | En service.                                                  |       | MÁV        |                  |
| 87   | Ligne d'Eger à Szilvásvárad                                              | En service.                                                  |       | MÁV        |                  |
| 87A  | Ligne de Füzesabony à Eger                                               | En service.                                                  |       | MÁV        |                  |
| 89   | Ligne de Tiszaújváros à Nyékládháza                                      | En service.                                                  |       | MÁV        |                  |
| 90   | Ligne de Miskolc à Hidasnémeti                                           | En service.                                                  |       | MÁV        | 169              |
| 92   | Ligne de Miskolc à Ózd par Bánréve                                       | En service.                                                  |       | MÁV        |                  |
| 94   | Ligne de Miskolc à Tornanádaska                                          | En service.                                                  |       | MÁV        |                  |
| 98   | Ligne de Szerencs à Hidasnémeti                                          | En service.                                                  |       | MÁV        | 169              |
| 100  | Ligne de Szolnok à Záhony par Debrecen et Nyíregyháza                    | En service.                                                  |       | MÁV        | Lviv-Stryï-Tchop |
| 100A | Ligne de Budapest à Szolnok par Cegléd                                   | En service.                                                  |       | MÁV        |                  |
| 101  | Ligne de Püspökladány à Biharkeresztes                                   | En service.                                                  |       | MÁV        |                  |
| 102  | Ligne de Kál-Kápolna à Kisújszállás                                      | En service.                                                  |       | MÁV        |                  |
| 103  | Ligne de Karcag à Tiszafüred                                             | En service.                                                  |       | MÁV        |                  |
| 105  | Ligne de Debrecen à Nyírábrány                                           | En service.                                                  |       | MÁV        |                  |
| 106  | Ligne de Debrecen à Nagykereki par Sáránd                                | En service.                                                  |       | MÁV        |                  |
| 107  | Ligne de Debrecen à Létavértes par Sáránd                                | En service. Transport voyageurs suspendu                     |       | MÁV        |                  |
| 108  | Ligne de Debrecen à Füzesabony                                           | En service.                                                  |       | MÁV        |                  |
| 109  | Ligne de Debrecen à Tiszalök                                             | En service.                                                  |       | MÁV        |                  |
| 110  | Ligne de Debrecen à Mátészalka par Nyírbátor                             | En service.                                                  |       | MÁV        |                  |
| 111  | Ligne de Mátészalka à Záhony                                             | En service.                                                  |       | MÁV        |                  |
| 113  | Ligne de Nyíregyháza à Zajta par Mátészalka                              | En service.                                                  |       | MÁV        |                  |
| 114  | Ligne de Mátészalka à Csenger                                            | En service.                                                  |       | MÁV        |                  |
| 115  | Ligne de Mátészalka à Tiborszállás                                       | En service.                                                  |       | MÁV        |                  |
| 116  | Ligne de Nyíregyháza à Vásárosnamény                                     | En service.                                                  |       | MÁV        |                  |
| 117  | Ligne de Tiszalök à Nyíregyháza                                          | En service.                                                  |       | MÁV        |                  |
| 120  | Ligne de Szolnok à Lőkösháza par Békéscsaba                              | En service.                                                  |       | MÁV        |                  |
| 120A | Ligne de Budapest à Szolnok par Újszász                                  | En service.                                                  |       | MÁV        |                  |
| 121  | Ligne de Békéscsaba à Újszeged par Kétegyháza et Mezőhegyes              | En service.                                                  |       | MÁV        |                  |
| 125  | Ligne de Mezőtúr à Battonya par Orosháza et Mezőhegyes                   | En service.                                                  |       | MÁV        |                  |
| 126  | Ligne de Kisszénás à Kondoros                                            | En service. Transport voyageurs suspendu.                    |       | MÁV        |                  |
| 127  | Ligne de Vésztő à Gyoma                                                  | En service.                                                  |       | MÁV        |                  |
| 128  | Ligne de Békéscsaba à Püspökladány par Kötegyán et Vésztő                | En service.                                                  |       | MÁV        |                  |
| 130  | Ligne de Szolnok à Hódmezővásárhely                                      | En service.                                                  |       | MÁV        |                  |
| 135  | Ligne de Szeged à Békéscsaba                                             | En service.                                                  |       | MÁV        |                  |
| 136  | Ligne de Röszke à Szeged                                                 | En service.                                                  |       | MÁV        |                  |
| 140  | Ligne de Cegléd à Szeged                                                 | En service.                                                  |       | MÁV        |                  |
| 142  | Ligne de Budapest à Kecskemét par Lajosmizse                             | En service.                                                  |       | MÁV        |                  |
| 145  | Ligne de Kecskemét à Szolnok                                             | En service.                                                  |       | MÁV        |                  |
| 146  | Ligne de Kiskunfélegyháza à Kunszentmárton                               | En service.                                                  |       | MÁV        |                  |
| 147  | Ligne de Kiskunfélegyháza à Orosháza                                     | En service.                                                  |       | MÁV        |                  |
| 150  | Ligne de Budapest à Kelebia par Kunszentmiklós-Tass                      | En service.                                                  |       | MÁV        |                  |
| 154  | Ligne de Bátaszék à Kiskunhalas par Baja                                 | En service.                                                  |       | MÁV        |                  |
| 155  | Ligne de Kiskunhalas à Kiskunfélegyháza                                  | En service.                                                  |       | MÁV        |                  |
| 250  | Ligne de Budapest à Szentendre                                           | En service. Ligne H5 du HÉV de Budapest.                     |       | BKK        |                  |
| 251  | Ligne de Budapest à Ráckeve                                              | En service. Ligne H6 du HÉV de Budapest.                     |       | BKK        |                  |
| 252  | Ligne de Budapest à Csepel                                               | En service. Ligne H7 du HÉV de Budapest.                     |       | BKK        |                  |
| 253  | Ligne de Budapest à Gödöllő                                              | En service. Lignes H8 et H9 du HÉV de Budapest.              |       | BKK        |                  |

## Exploitation commerciale

### Transport de voyageurs
Les transports en commun nationaux sont gratuits pour plusieurs catégories de personnes parmi lesquelles les enfants jusqu'à la fin de l'année où ils ont 14 ans, les personnes de plus de 65 ans, et les familles nombreuses (3 enfants de 18 ans ou moins accompagnés de leurs parents, ou deux frères ou sœurs de moins de 18 ans).

### Transport urbain et suburbain
Les réseaux de transport intra-urbains sont principalement structurés par une importante offre de transports publics. Celle-ci est gérée par les sociétés publiques de transport détenues par les collectivités territoriales : BKV Zrt. (Budapest), DKV Zrt. (Debrecen), KTRt. (Kaposvár), MKV Zrt. (Miskolc), PKV Zrt. (Pécs) et SzKT (Szeged). La ville de Budapest dispose d'un réseau de quatre lignes de métro et de quatre lignes de train suburbain (HÉV). Elle fait également partie des villes avec Szeged, Debrecen et Miskolc à bénéficier d'un réseau de tramways.

#### Métro et train suburbain

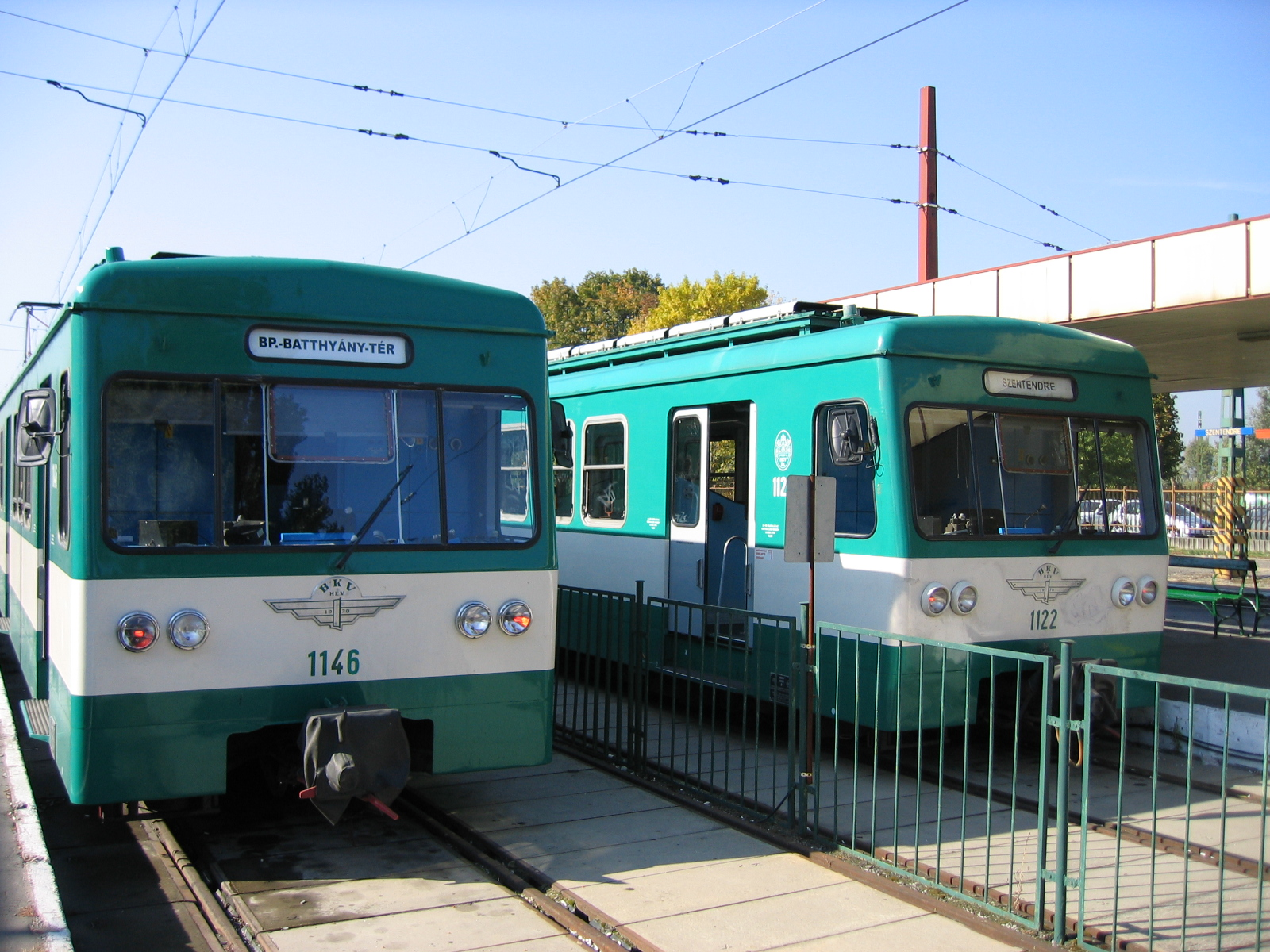
En Gare de Szentendre du HÉV

Budapest est dotée d'un réseau de métro depuis 1896, inaugurant ainsi la première ligne métropolitaine d'Europe continentale. Si l'on intègre le Royaume-Uni, la ligne   du métro de Budapest est la deuxième d'Europe après le métro londonien.
Quatre lignes de métro sont actuellement en fonctionnement . À chaque ligne est associée une couleur : 
- la ligne   de couleur jaune a été restaurée à l'original offrant un trajet historique au cœur de la ville ;
- la ligne   (rouge) traverse Budapest d'Est en Ouest ;
- la ligne   (bleue) effectue un arc de cercle du Nord au Sud-Est de Pest et est empruntée pour se rendre à l'Aéroport international de Budapest-Ferenc Liszt ;
- la ligne   (verte) traverse la ville du Nord-Est au Sud-Ouest.

Le réseau du métro de Budapest s'étend sur 38,6 km et compte 52 stations, dont 3 se trouvent en surface. Les stations : Deák Ferenc tér et Kálvin tér sont les deux plus importants pôles d'échange du centre de Pest. Le métro circule tous les jours de la semaine, de 4 h 30 du matin à 23 h 10.
La desserte de la proche banlieue de Budapest s'effectue par quatre lignes de train suburbain (Budapesti Helyiérdekű Vasút, HÉV), effectuant des liaisons vers l'Île de Csepel au Sud :    ; Óbuda et le Nord de Budapest vers Szentendre :   ; ainsi que l'Est de la capitale vers Gödöllő :   .
Il n'existe pas de jonction entre les différentes lignes, uniquement des liaisons avec certaines lignes de tramway ou de métro. Un projet de liaison entre les trois lignes Nord-Sud par une ligne de métro (N°5) est à l'étude.

#### Tramway

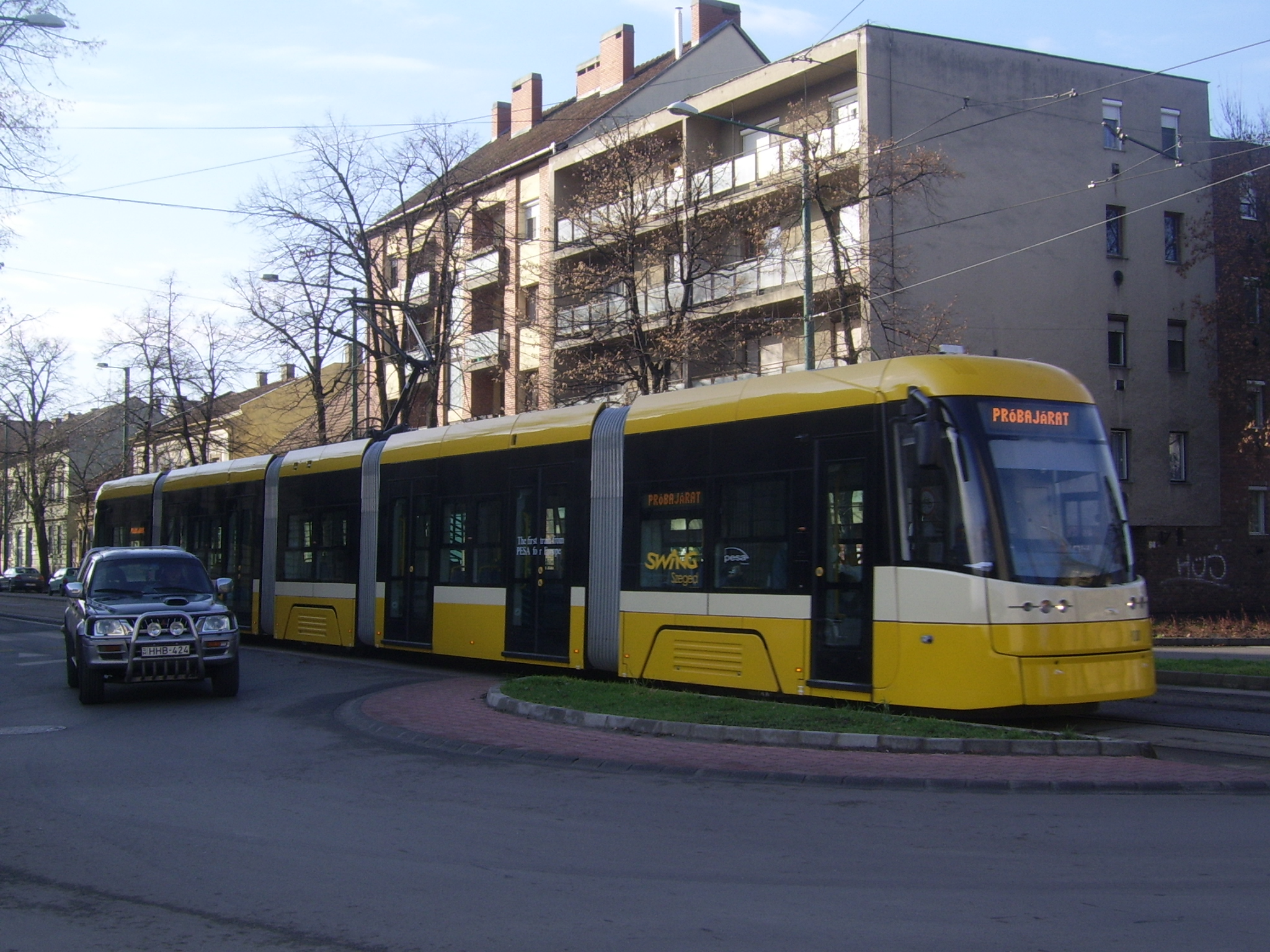
Tramway de Szeged.

Le tramway de Budapest s'étend en un réseau de 32 lignes structurant l'essentiel de l'offre de transports en commun de la capitale. Les lignes  4 et  6 parcourent quasiment le même trajet le long du Nagykörút sur Buda et Pest (Szent István-, Teréz-, Erzsébet-, József- et Ferenckörút). Terminus commun des deux lignes, la station : Széll Kálmán tér constitue d'ailleurs le principal pôle multimodal de Budapest (métro, autobus, tramway). De cette station située au pied du quartier du Château de Buda, les lignes traversent une première fois le Danube à hauteur du Pont Marguerite, parcourent Pest puis retraversent le fleuve par le pont Petőfi. C'est la ligne la plus utilisée[réf. nécessaire] à Budapest car elle dessert les principaux points d'intérêt touristiques et économiques (vieille ville de Buda, centre-ville de Pest). Cette ligne relie surtout toutes les lignes de métro, deux lignes de train suburbain sur quatre, ainsi que les principales lignes d'autobus et de trolleybus.
Le tramway de Debrecen compte deux lignes actives 1 2, celui de Miskolc trois lignes et celui de Szeged cinq lignes 1 2 3 3F 4.

#### Autres transports urbains sur fer

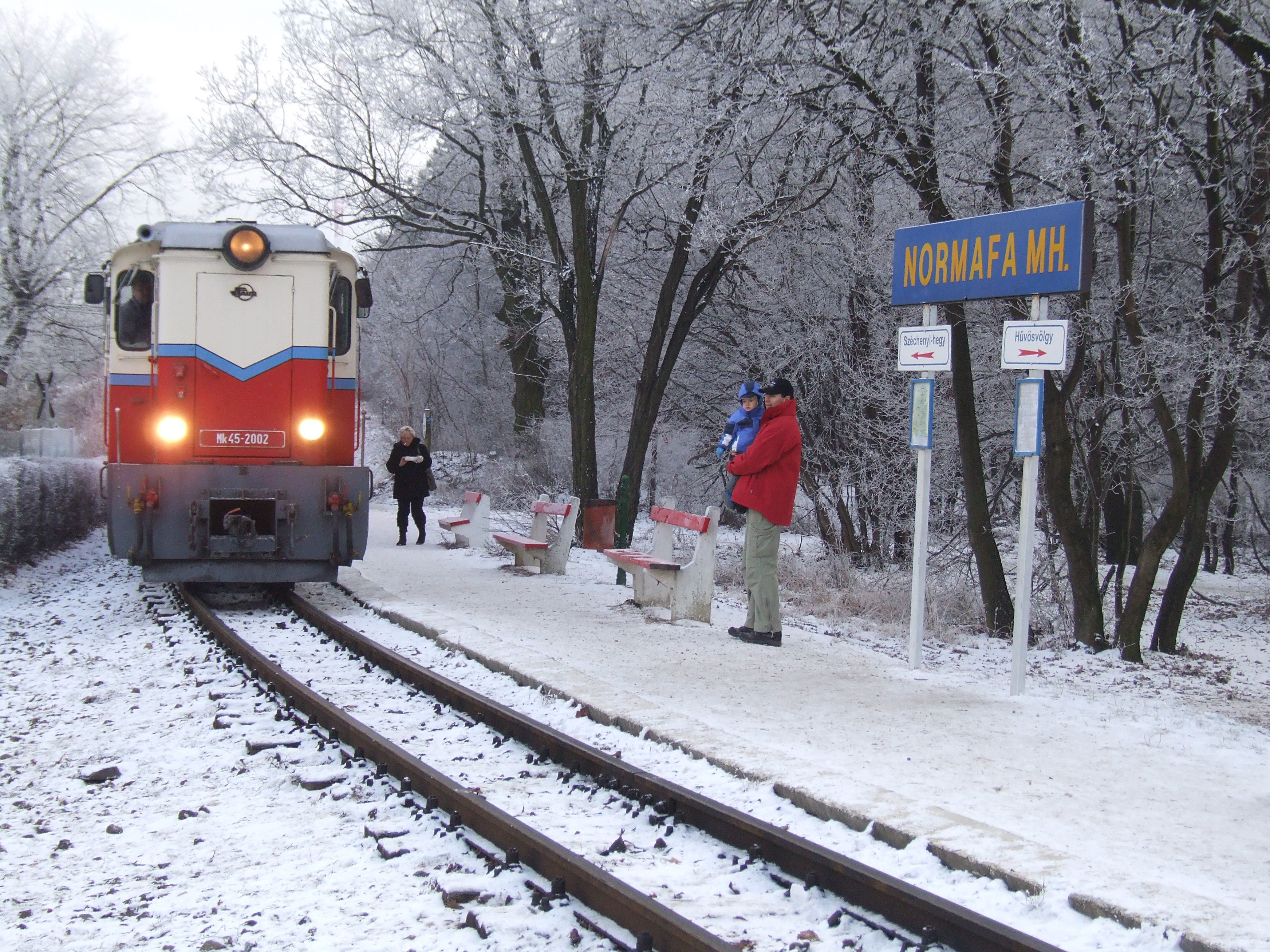
Le Gyermekvasút- à la station : Normafa

Budapest comporte des moyens de transports en commun adaptés au relief accidenté de Buda. Pour relier les rives du Danube au Château de Buda, un funiculaire (Budavári Sikló) effectue des liaisons très régulières à la manière d'un ascenseur à balancier le long d'une pente d'une centaine de mètres extrêmement abrupte. Inauguré en 1870, le funiculaire à vapeur servait de transport public aux employés de l'administration qui travaillaient au Château. Rénové en 1986, il fonctionne aujourd'hui à l'électricité.
Afin d'accéder aux collines de Buda, un train à crémaillère (Fogaskerekű- 60) géré par la BKV Zrt. fait la liaison entre les abords de la station : Széll Kálmán tér et de Széchenyi-hegy, d'où part le Gyermekvasút. Ligne  7 de la Magyar Államvasutak. Il a la particularité d'être entièrement géré par des enfants, sauf les conducteurs de train (autrefois par les pionniers, mouvement de jeunesse communiste, d'où son ancien nom « Train des pionniers » : Úttörővasút). La gare de János-hegy permet enfin de prendre le téléphérique de Budapest : le Libegő.